# Jacques Bordier
Jacques Bordier, né en 1585, mourut en septembre 1660 à Paris. Il était receveur des tailles de l'élection de Paris puis avocat au Parlement de Paris avant d'accéder aux fonctions d'intendant des finances de la reine Anne d'Autriche épouse de Louis XIII et future régente du royaume. Ce poste en vue lui permettra de devenir conseiller d'État et Intendant des Finances de France, grâce à un réseau d'alliances familiales en vue dans les milieux spéculatifs proches du pouvoir royal.

## Sa famille
Jacques Bordier entre dans le monde de la spéculation immobilière parisienne, lorsqu'il se marie vers 1615 avec Catherine Lybault,  l'héritière d'une famille de notaires de Paris. 
De ce mariage naissent quatre enfants, tous présumés nés à Paris.
- Catherine Bordier, née vers 1618. Elle fit un riche mariage en épousant en 1640 le chevalier Thomas Morant, seigneur d'Etreville, fils de Thomas et de Jeanne Cauchon. Tige de la branche aînée de la famille Morant, Thomas Morant fut successivement maître des requêtes puis intendant en Languedoc, Guyenne, Normandie et Touraine avant d'être révoqué après  l'arrestation de l'Intendant des Finances Nicolas Fouquet en 1661. Après Catherine Bordier, il épousa Madeleine Aveline, puis Louise Anne le Meneust, veuve du marquis René de Kergroadez. Catherine Bordier décéda en 1643 après avoir donné naissance à Thomas Alexandre Morant, 3e marquis du Mesnil-Garnier, conseiller au Parlement puis maître des requêtes, intendant en Provence, puis premier président du Parlement de Toulouse (de 1700 à 1708).

- Hilaire Bordier, né vers 1620,  aurait épousé vers 1650 Denise de Heere, issue d'une famille flamande au service de la maison d'Orléans. L’écrivain Gédéon Tallemant des Réaux  nous précise d’ailleurs qu'elle devint rapidement l'arbitre des différends familiaux par sa gentillesse et sa diplomatie. C'est elle d'ailleurs qui deviendra dame de Bondy après le décès de son beau-père, en association avec son beau-frère Jacques Bordier. Son mari Hilaire Bordier  s’était tenu à l'écart des activités financières de son père pour se consacrer à une carrière juridique et fut président de la Cour des aides à partir de 1672.

- Marie Bordier, sa seconde fille,  aurait été mariée à Claude Gallan, puis à Antoine Samson. Elle serait décédée en 1653.

- Jacques Bordier, second du nom, né vers 1625, fut co-seigneur de Bondy avec sa belle-sœur Denise de Heeres de 1660 à 1666. À partir de 1664 jusqu'aux années 1670, il fut intendant de la princesse palatine Anne de Gonzague qui avait acheté la seigneurie du Raincy à feu le financier Jacques Bordier. Avant d'occuper ces fonctions, Jacques Bordier fils avait défrayé la chronique parisienne sous le nom de Jacques de Raincy, qu'on disait doté d'un caractère extravagant et bizarre, fréquentant assidûment les salons littéraires de l'époque et dilapidant la fortune paternelle, selon Tallemant des Réaux. Brillant intellectuel, il aurait fréquenté l'Académie et vécu un temps à Rome. Revenu en France, il s'affichait avec un carrosse à quatre chevaux, un valet de chambre et trois laquais et dépensait, disait-on, 8 000 livres pour ses plaisirs. Cette aventure lui valut cette anecdote :

Étant allé à Rome il passa pour le plus fou des Français qu'il y eussent encore été. il avait mis des houppes rouges à ses chevaux de carrosse, comme un homme de grande qualité Le barrigel lui en parla, Bordier lui ouvrit une cassette pleine de Louis d'or et lui dit tout bas: "qui à cela a dépenser en un voyage peut mettre telles houppes qui lui plaira ses chevaux" le barrigel vit bien que c'était un extravagant et le laissa là.
Considéré comme le parvenu type, il fréquentait les salons littéraires, notamment celui de Françoise d’Aubigné, femme du poète burlesque Paul Scarron, laquelle  devint par la suite la célèbre Mme de Maintenon. Par ces fréquentations, il était en relation, sinon l’ami de Madeleine Scudéry, femme de lettres (1607-1701) et fréquentait également le maréchal d'Albret, César Phoebus, comte de Miossens  ainsi que le comte Roger de Bussy, dit  Bussy-Rabutin (1618-1693) en réalité Roger de Rabutin, comte de Bussy (1618-1693) général et écrivain, cousin de Marie de Rabutin-Chantal. Cette dernière, dite Madame de Sévigné, célèbre pour ses mémoires, venait souvent à Livry-en-l’Aunoye mais ne fréquentait pas Jacques Bordier.

## Le domaine immobilier du financier à Paris et en province
Jacques Bordier  habitait au 14 rue Saint-Louis-en-l’Île, au centre de Paris, à proximité du pont Marie. Il possédait à proximité immédiate neuf maisons de rapport aux enseignes évocatrices telles " Les deux cours, la grand cour, l’estaque, la tour d’argent, la lune, les deux contrôleurs, le pignon, le soldat et le gros raisin". Il vendit « à rente » ces maisons en 1653 à François Fraguier, alors conseiller du roi, seigneur de Compiègne, domicilié rue Porte aux Foins à Paris.
Il possédait également un hôtel particulier à Richelieu (Indre-et-Loire), capitale du duché du cardinal Armand Du Plessis avec lequel il était en relation de par son activité financière. Il l'avait fait construire à partir de 1635, sur incitation du cardinal qui avait conçu personnellement la réalisation de sa ville et fait donation des terrains à une trentaine de riches financiers, à condition qu'ils investissent chacun 10 000 Livres dans la construction d'un hôtel dans la rue principale de sa localité. Il aurait revendu cet hôtel après la mort du cardinal afin d'acquérir de Charles Margonne l'Hôtel de Vigny, de nos jours 10 rue du Parc-Royal, qu’il fit agrandir de 1645 à 1648 par l’architecte Louis Le Vau. C'est d'ailleurs à cet architecte en vogue qu'il confiera à partir de 1643 la construction d'un superbe château au Raincy, sur un domaine de quelque 300 arpents en parcs et futaies dont une grande partie sur sa seigneurie de Bondy. Ainsi Jacques Bordier s’était constitué  un ensemble immobilier qui lui servait de caution  professionnelle dans le milieu financier où il évoluait. C'est dans le domaine foncier qu'il fait acquérir le 14 juin 1657 une partie des biens saisis par le roi au détriment du duc Henri II de Montmorency, décapité en 1632 comme rebelle. Mais il avait pris la précaution de faire cet achat  par le truchement d’un prête-nom, le bourgeois de Paris François Raveneau. Ainsi le financier possédait maintenant 1 400 arpents de bois taillis dans les forêts de Livry et de Bondy, soit la moitié de la superficie actuelle de Bondy. Et comme la seigneurie de Bondy, ils revinrent à la maison d'Orléans par la suite.
Mécène des arts, brocardé par les pamphlétaires, son fils Jacques du Raincy fréquentait les salons littéraires.
Jacques Bordier fit l'acquisition dans les années 1640 d'un groupe en marbre dit Les Enfants à la chèvre, créé et signé par Jacques Sarrazin, sculpteur et l'un des fondateurs de l'Académie royale de Peinture et de Sculpture. Il le conservera jusqu'à sa mort mais nous ignorons si cette sculpture était exposée au château du Raincy, renommé en son temps pour sa richesse et ses décors. En tout cas, son fils cadet Jacques Bordier, second du nom, vendra la sculpture au roi Louis XIV en 1667. Elle sera exposée aux jardins des Tuileries puis à Versailles et enfin dans les jardins du parc de Marly vers 1693. En 1702, il lui fut ajouté un piédestal de marbre en forme de table ornée de pampres.
Considéré comme le type même du financier parvenu, Jacques Bordier père et fils étaient brocardés par le petit peuple de Paris, ce que raconte l’éditorialiste protestant Gédéon Tallemant des Réaux dont les Historiettes rapportent  ce qui se disait dans les salons parisiens et dont voici l’essentiel :
Jacques de Raincy ; fils aîné du financier, fréquentait assidument les salons parisiens, où il était surnommé "le bel esprit vaniteux". 
Il lui arriva une fâcheuse aventure du temps de Richelieu, ce dernier revenant de Rueil en compagnie du Cardinal de Richelieu qui lui avait fait l'honneur de lui donner une place dans son carrosse; il fit un si mauvais temps et le chemin si mal pavé que l'attelage si bon qu'il était faillit rester dans la boue il s'en faillit de peu avant que le carrosse finisse embourbé. Son éminence le cardinal chargea Bordier de raccommoder le pavé. Ce dernier trouvant cette tâche indigne de son rang ne dit mot, mais l'expression de son faciès trahit sa pensée. Alors l'évêque qui les accompagnaient dans le carrosse releva en disant: "je me charge avec joie de l'ordre qui chagrine M.Bordier et je me ferait un honneur de l'emploi qui lui cause de la peine" le Cardinal à qui il était dangereux de déplaire, en voulut mal à Bordier et sa ridicule fierté lui attira une juste disgrâce. Laffemas fit à propos de cette aventure l’épigramme suivant: "Bordier pleure sa décadence au lieu de se voir élevé par les degrés de l'intendance il est tombé sur le pavé à L'Arsenal d'un coup de foudre a pensé le réduire en poudre. A faute de s'humilier, c'est son arrogance ordinaire; pour être fils d'un chandelier il a manqué de lumière.". Celui-ci raconta la disgrâce de son père à Mademoiselle de Rambouillet, laquelle intercède auprès de Marie Madeleine de Vignerot, duchesse d'Aiguillon, nièce de Richelieu. C'est elle qui obtient son rappel d'exil, à condition que le financier fasse amende honorable.
L’éditorialiste précise aussi qu’une Parisienne s’adressa à Jacques Bordier en criant lors du passage d'un carrosse orné de ses armes « Remplace tes 3 bottes de paille par 3 chandelles ». 
Brocardé par le petit peuple, considéré comme un parvenu par le noblesse, Jacques Bordier père se consacrait exclusivement à la finance, sa position étant assise sur la valeur de son superbe château du Raincy qui lui servait de caution pour ses affaires.

## Sa mort et les difficultés de sa succession
Jacques Bordier, décéda entre septembre 1660 et janvier 1661, période où le roi Louis XIV reprenait à sa mère Anne d’Autriche la régence qu'elle exerçait en raison de sa minorité. Le financier était alors soigné par Guy Patin, doyen de la Faculté de Médecine. Guy Patin qui, dans un courrier privé, déclara en guise d'épitaphe :
« Bordier, l'intendant des Finances et grand partisan se meurt, ce sera une belle âme devant Dieu. » 
Ses biens étaient estimés à 200 000 Livres, ce qui le classait au rang des financiers modestes, c’est-à-dire de ceux qui n’avaient pas profité outre mesure du système fiscal de l’époque. Ils furent partagés entre les trois héritiers principaux, Jacques Bordier, second du nom, Hilaire Bordier époux de Denise de Heere  et leurs sœurs Catherine Bordier, épouse de Thomas Morant, marquis de Mesnil Garnier et Claude, femme de Claude Gallard (ou Gaillard).
La seigneurie de Bondy et le domaine du Raincy  resteront indivis quelques années, gérées par sa belle-fille Denise de Heere, dame d'honneur non gagée de la reine, et épouse de Hilaire Bordier, fils du défunt, en association avec Jacques Bordier fils.
Le domaine du Raincy et partie de Bondy furent  acquis en 1663  par  la princesse palatine Anne de Gonzague de Clèves, qui cherchait un château depuis que sa famille avait perdu en 1659 le contrôle de son duché de Nevers. Alliée de la famille d'Orléans, cette grande dame venait de reprendre sa place à la Cour après une éclipse consécutive au rôle important qu'elle avait joué lors de la Fronde contre le cardinal de Mazarin (1648-1653). Pour célébrer sa prise de possession du château du Raincy en 1664, elle fit présenter à ses  amis et invités les 5 actes de la pièce théâtrale Le Tartuffe de Molière.  Au début, elle prit à son service et comme intendant Jacques Bordier fils, qui depuis longtemps, avait dilapidé sa part d’héritage paternel puis le remplaça à une date indéterminée par M. de BoisBaudry. À la mort de la princesse en 1684, le Raincy revint à Henri Jules de Bourbon, prince de Condé, mari d’une des filles de la princesse palatine. 
Ainsi, en cette fin du XVIIe siècle, la maison de Condé et le bloc de pouvoir qu’elle représentait avait recueilli une part de l’héritage de la maison de Gonzague-Nevers. L’ordre des choses du temps était rétabli, la noblesse princière avait repris ses droits sur le financier parvenu et brocardé par les Parisiens.
Ainsi se termine l’histoire du financier Jacques Bordier, symbole d’une réussite sociale au temps de l’Ancien Régime, seul personnage de cette période dont le souvenir se perpétue à Bondy par la rue Bordier, dans le quartier du "Vieux-château".

## Héraldique
Bordier : d'or à la fasce d'azur, chargée d'un croissant d'or montant du champ, et accompagnée de trois gerbes de bled (blé) d'azur, deux en chef et une en pointe.
Variante : le champ et le croissant de gueules, la fasce et les gerbes d'or [Prosopographie des gens du parlement de Paris, publié par Michel Popoff, éd. Références, 1996, notice 669]. Il semble plus logique que les gerbes de blé soient d'or (jaune), qui est leur couleur naturelle.